# Governo Cossiga I
Il Governo Cossiga I è stato il trentaseiesimo esecutivo della Repubblica Italiana, il primo dell'VIII legislatura.
Il governo rimase in carica dal 5 agosto 1979 al 4 aprile 1980, per un totale di 243 giorni, ovvero 7 mesi e 30 giorni.
Ottenne la fiducia della Camera sabato 11 agosto 1979 con 287 voti favorevoli (DC, PSDI, PLI, SVP e Union Valdôtaine), 242 voti contrari (PCI, PR, PdUP, MSI, Indipendenti di Sinistra e il rappresentante dell'Associazione per Trieste) e 65 astenuti (PSI e PRI).
Il Senato gli votò la fiducia domenica 12 agosto con 153 voti favorevoli (DC, PSDI, PLI, SVP e Union Valdôtaine) e 118 voti contrari (PCI, PR, MSI e Indipendenti di Sinistra). Poiché per il regolamento del Senato l'astensione valeva come voto contrario, PSI e PRI uscirono dall'aula e non parteciparono al voto.
Il Governo Cossiga I diede le dimissioni il 19 marzo 1980 dopo la svolta del "Preambolo".

## Compagine di governo

### Sostegno parlamentare
| Camera dei deputati | Camera dei deputati | Seggi                  |
| ------------------- | --- | ---------------------- |
|                     | Democrazia Cristiana Partito Socialdemocratico Italiano Partito Socialista Italiano Partito Repubblicano Italiano Partito Liberale Italiano Südtiroler Volkspartei Union Valdôtaine Totale Maggioranza | 262 20 62 16 9 4 1 374 |
|                     | Partito Comunista Italiano Movimento Sociale Italiano Partito Radicale PdUP per il comunismo Associazione per Trieste Totale Opposizione                                                               | 201 30 18 6 1 256      |
| Totale              | Totale | 630                    |

| Senato della Repubblica | Senato della Repubblica | Seggi                |
| ----------------------- | --- | -------------------- |
|                         | Democrazia Cristiana Partito Socialista Italiano Partito Socialdemocratico Italiano Partito Repubblicano Italiano Südtiroler Volkspartei Partito Liberale Italiano Union Valdôtaine Totale Maggioranza | 138 32 9 6 3 2 1 191 |
|                         | Partito Comunista Italiano Movimento Sociale Italiano Partito Radicale Totale Opposizione | 109 13 2 124         |
| Totale                  | Totale | 315                  |

### Appartenenza politica
- Democrazia Cristiana (DC): Presidente del Consiglio, 17 ministri, 38 sottosegretari;
- Partito Socialista Democratico Italiano (PSDI): 3 ministri, 6 sottosegretari;
- Partito Liberale Italiano (PLI): 2 ministri, 2 sottosegretari;
- Indipendenti (area PSI): 2 ministri, 1 sottosegretario

### Provenienza geografica
La provenienza geografica dei membri del Consiglio dei Ministri si può così riassumere:
| Regione               | Presidente | Ministri | Sottosegretari | Totale |
| --------------------- | ---------- | -------- | -------------- | ------ |
| Sardegna              | 1          | -        | 3              | 4      |
| Lombardia             | -          | 7        | 6              | 13     |
| Veneto                | -          | 2        | 10             | 12     |
| Campania              | -          | 4        | 6              | 10     |
| Sicilia               | -          | 1        | 7              | 8      |
| Piemonte              | -          | 3        | 3              | 6      |
| Lazio                 | -          | 2        | 3              | 5      |
| Emilia-Romagna        | -          | 1        | 3              | 4      |
| Calabria              | -          | 1        | 2              | 3      |
| Puglia                | -          | 1        | 2              | 3      |
| Trentino-Alto Adige   | -          | 1        | 2              | 3      |
| Friuli-Venezia Giulia | -          | -        | 3              | 3      |
| Basilicata            | -          | 1        | 1              | 2      |
| Liguria               | -          | -        | 2              | 2      |
| Marche                | -          | -        | 2              | 2      |
| Toscana               | -          | -        | 1              | 1      |

## Composizione
| Presidenza del Consiglio dei ministri                                   | Presidenza del Consiglio dei ministri | Presidenza del Consiglio dei ministri   | Presidenza del Consiglio dei ministri           | Presidenza del Consiglio dei ministri |
| Carica                                                                  | Titolare                              | Titolare                                | Titolare                                        | Sottosegretario di Stato alla Presidenza del Consiglio |
| ----------------------------------------------------------------------- | ------------------------------------- | --------------------------------------- | ----------------------------------------------- | --- |
| Presidente del Consiglio dei ministri                                   |                                       |                                         | Francesco Cossiga (DC)                          | - Piergiorgio Bressani (DC) Segretario del Consiglio dei ministri - Aldo Bassi (DC) - Francesco Salerno (DC) Delega alla Cassa per il Mezzogiorno - Sergio Cuminetti (DC) Delega alla stampa - Francesco Mazzola (DC) Delega ai servizi di sicurezza - Dino Riva (PSDI) Delega alla ricerca scientifica |
| Ministri senza portafoglio                                              |                                       |                                         |                                                 | |
| Coordinamento delle iniziative per la ricerca scientifica e tecnologica |                                       |                                         | Vito Scalia (DC)                                | Vito Scalia (DC) |
| Organizzazione della pubblica amministrazione e Regioni                 |                                       |                                         | Massimo Severo Giannini (Ind. di area PSI)      | Massimo Severo Giannini (Ind. di area PSI) |
| Interventi straordinari nel Mezzogiorno                                 |                                       |                                         | Michele Di Giesi (PSDI)                         | Michele Di Giesi (PSDI) |
| Rapporti con il Parlamento                                              |                                       |                                         | Adolfo Sarti (DC) (fino al 14/01/1980)          | Adolfo Sarti (DC) (fino al 14/01/1980) |
| Rapporti con il Parlamento                                              |                                       | Clelio Darida (DC) (dal 14/01/1980)     |                                                 | |
| Ministero                                                               | Ministri                              | Ministri                                | Ministri                                        | Sottosegretari di Stato |
| Affari esteri                                                           |                                       |                                         | Franco Maria Malfatti (DC) (fino al 14/01/1980) | - Antonio Baslini (PLI) - Giorgio Santuz (DC) - Giuseppe Zamberletti (DC) |
| Affari esteri                                                           |                                       | Attilio Ruffini (DC) (dal 14/01/1980)   |                                                 | - Antonio Baslini (PLI) - Giorgio Santuz (DC) - Giuseppe Zamberletti (DC) |
| Interno                                                                 |                                       |                                         | Virginio Rognoni (DC)                           | - Clelio Darida (DC) (fino al 14/01/1980) - Nicola Lettieri (DC) - Bruno Kessler (DC) - Marino Corder (DC) (dal 14/01/1980) |
| Grazia e giustizia                                                      |                                       |                                         | Tommaso Morlino (DC)                            | - Giuseppe Gargani (DC) - Raffaele Costa (PLI) |
| Bilancio e programmazione economica                                     |                                       |                                         | Beniamino Andreatta (DC)                        | - Lucio Abis (DC) |
| Finanze                                                                 |                                       |                                         | Franco Reviglio (Ind. di area PSI)              | - Giuseppe Amadei (PSDI) - Giuseppe Azzaro (DC) - Francesco Colucci (PSI) - Mauro Ianniello (DC) |
| Tesoro                                                                  |                                       |                                         | Filippo Maria Pandolfi (DC)                     | - Enzo Erminero (DC) - Giorgio Ferrari (PLI) - Vincenzo Mancini (DC) - Rodolfo Tambroni Armaroli (DC) - Eugenio Tarabini (DC) |
| Difesa                                                                  |                                       |                                         | Attilio Ruffini (DC) (fino al 14/01/1980)       | - Giovanni Del Rio (DC) - Amerigo Petrucci (DC) - Martino Scovacricchi (PSDI) |
| Difesa                                                                  |                                       | Adolfo Sarti (DC) (dal 14/01/1980)      |                                                 | - Giovanni Del Rio (DC) - Amerigo Petrucci (DC) - Martino Scovacricchi (PSDI) |
| Pubblica istruzione                                                     |                                       |                                         | Salvatore Valitutti (PLI)                       | - Baldassare Armato (DC) - Antonino Drago (DC) - Franca Falcucci (DC) |
| Lavori pubblici                                                         |                                       |                                         | Franco Nicolazzi (PSDI)                         | - Renato Corà (DC) - Gianni Fontana (DC) - Luigi Giglia (DC) |
| Agricoltura e foreste                                                   |                                       |                                         | Giovanni Marcora (DC)                           | - Ferruccio Pisoni (DC) - Calogero Pumilia (DC) (dal 06/11/1979) - Giuseppe Zurlo (DC) |
| Trasporti                                                               |                                       |                                         | Luigi Preti (PSDI)                              | - Bartolo Ciccardini (DC) - Costante Degan (DC) - Calogero Pumilia (DC) (fino al 06/11/1979) |
| Poste e telecomunicazioni                                               |                                       |                                         | Vittorino Colombo (DC)                          | - Giosi Roccamonte (PSDI) - Elio Tiriolo (DC) |
| Industria, commercio e artigianato                                      |                                       |                                         | Antonio Bisaglia (DC)                           | - Alberto Ciampaglia (PSDI) (fino al 13/02/1980) - Bruno Corti (DC) (dal 13/02/1980) - Francesco Rebecchini (DC) - Ferdinando Russo (DC) |
| Sanità                                                                  |                                       |                                         | Renato Altissimo (PLI)                          | - Bruno Orsini (DC) - Vittoria Quarenghi (DC) |
| Commercio con l'estero                                                  |                                       |                                         | Gaetano Stammati (DC)                           | - Carlo Baldi (DC) - Carlo Fracanzani (DC) |
| Marina mercantile                                                       |                                       |                                         | Franco Evangelisti (DC) (fino al 04/03/1980)    | - Natale Pisicchio (DC) |
| Marina mercantile                                                       |                                       | Nicola Signorello (DC) (dal 04/03/1980) |                                                 | - Natale Pisicchio (DC) |
| Partecipazioni statali                                                  |                                       |                                         | Siro Lombardini (DC)                            | - Alberto Bemporad (PSDI) (dal 13/02/1980) - Giuseppe Antonio Dal Maso (DC) - Carlo Vizzini (PSDI) (fino al 13/02/1980) |
| Lavoro e previdenza sociale                                             |                                       |                                         | Vincenzo Scotti (DC)                            | - Costantino Belluscio (PSDI) - Peppino Manente Comunale (DC) - Arturo Pacini (DC) - Francesco Quattrone (DC) |
| Beni culturali e ambiente                                               |                                       |                                         | Egidio Ariosto (PSDI)                           | - Rolando Picchioni (DC) |
| Turismo e spettacolo                                                    |                                       |                                         | Bernardo D'Arezzo (DC)                          | - Leandro Fusaro (DC) |

## Cronologia

### 1979

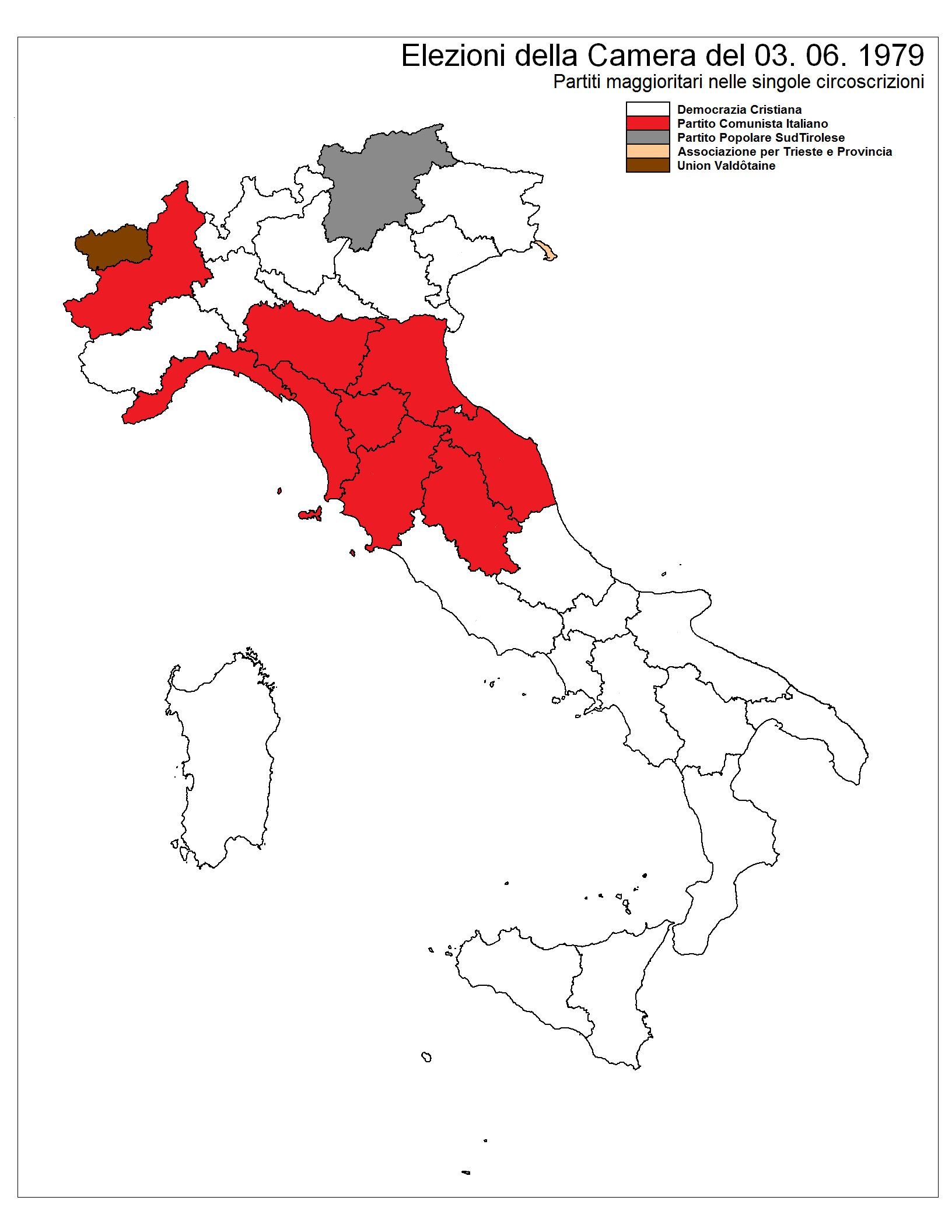
Partiti maggioritari nelle singole circoscrizioni elettorali

#### Giugno

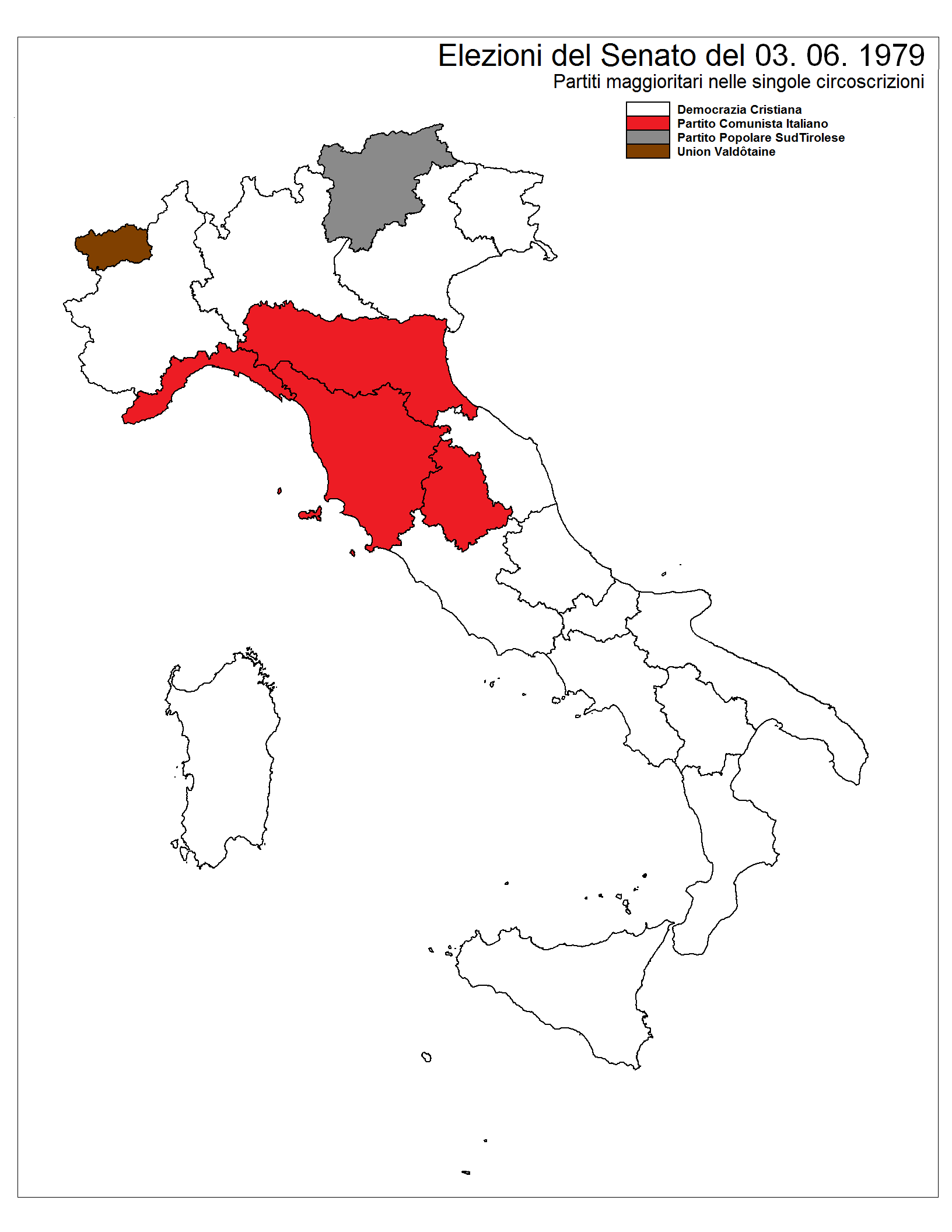
Partiti maggioritari nelle singole circoscrizioni elettorali

- 3 giugno: Il Partito Comunista Italiano è il principale sconfitto delle elezioni poiché alla Camera dei deputati si ferma al 30,38%, lontano dai trionfali successi delle elezioni amministrative del 1975 e delle elezioni politiche del 1976. Perde circa il 4%, un milione e mezzo di elettori. Passa da 227 a 201 seggi. Inizia così un lento declino elettorale, politico e organizzativo. La Democrazia Cristiana con il 38,3% arretra di mezzo punto percentuale, da 263 a 262 seggi. Il Partito Socialista Italiano passa dal 9,6% al 9,8%, da 57 a 62 seggi. Il Partito Repubblicano Italiano si attesta al 3%. Aumentano leggermente il Partito Liberale Italiano che passa dall'1,3% all'1,9%, da 5 a 9 seggi, e il Partito Socialista Democratico Italiano, dal 3,4% al 3,8%, dai 15 ai 20 seggi. Il Partito di Unità Proletaria per il Comunismo si ferma all'1,4%. La grande sorpresa è il Partito Radicale, che alla Camera dei deputati dall'1,07% raggiunge il 3,45%, conquistando 18 parlamentari rispetto ai 4 del 1976. Al Senato della Repubblica passa dallo 0,8% all'1,3%, eleggendo 2 senatori. Più di ogni altra forza politica intercetta il malessere della sinistra critica rispetto al compromesso storico. Strappa al Partito Comunista Italiano il 10% circa del consenso elettorale ottenuto fra i giovani.
- 8 giugno: Il segretario del Partito Comunista Italiano, Enrico Berlinguer, rivolge agli elettori un appello in TV per le elezioni europee.

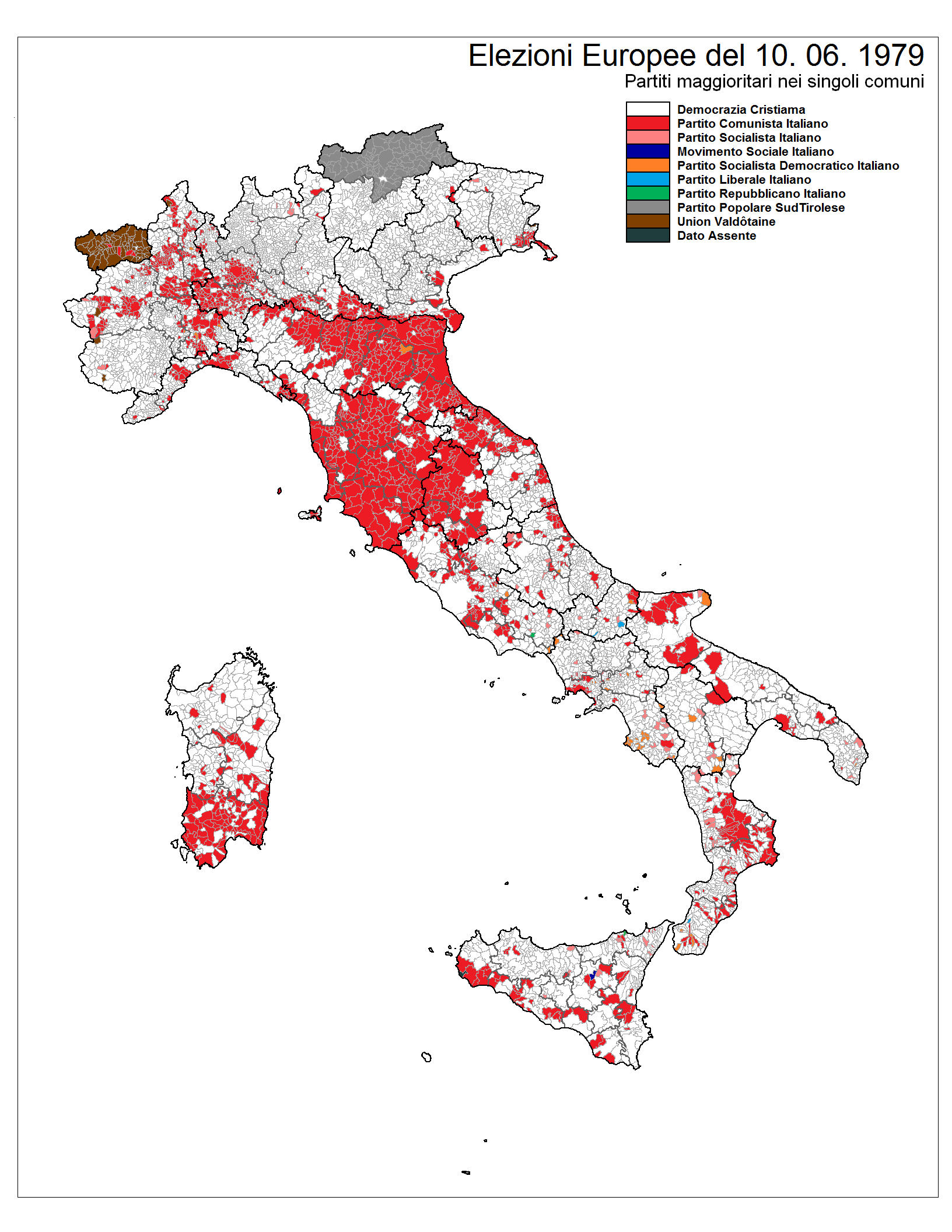
Risultati delle elezioni europee del 1979 in Italia

- 10 giugno: Per la prima volta si vota per il Parlamento europeo. Rispetto al 4 giugno la Democrazia Cristiana ed il Partito Comunista Italiano sono in flessione. Aumentano, anche se di poco, il Partito Socialista Italiano ed i partiti minori, continuando così l'affermazione del Partito Radicale.
- 17 - 18 giugno: Si svolgono le elezioni regionali in Sardegna. Il Partito Comunista Italiano cala di cinque punti rispetto alle elezioni politiche.
- 18 giugno: La direzione del Partito Comunista Italiano conferma la richiesta che ad un esponente comunista spetti la presidenza di una delle due camere. Pietro Ingrao rinuncia a ricandidarsi.
- 19 giugno: Si svolge lo sciopero generale indetto dalla Federazione unitaria della Confederazione Generale Italiana del Lavoro, Confederazione Italiana Sindacati Lavoratori e della Unione Italiana del Lavoro per i contratti.
- 20 giugno: Si insedia l'VIII legislatura della Repubblica Italiana. Alla presidenza della Camera dei deputati viene eletta Nilde Iotti ed Amintore Fanfani viene confermato presidente del Senato della Repubblica.

#### Luglio
- 4 luglio: Si svolge lo sciopero nazionale dei metalmeccanici con cortei e blocchi stradali in tutta Italia.
- 5 luglio: Giulio Andreotti, presidente incaricato, avvia le consultazioni con i partiti. Il Partito Socialista Italiano si oppone al tentativo e, secondo un principio di alternanza, chiede che il presidente del Consiglio del nuovo governo non sia un democristiano ma un laico. Di fronte a questa richiesta, non condivisa dalla Democrazia Cristiana, Giulio Andreotti il 7 luglio rinuncia all'incarico.
- 6 luglio: Nel quadro dei contatti bilaterali promossi dal Partito Socialista Italiano si svolge l'incontro con il Partito Comunista Italiano. Al di là di quanto affermato nelle dichiarazioni ufficiali, nel corso della discussione la delegazione socialista prospetta al Partito Comunista Italiano l'ipotesi di un'astensione tecnica dei due partiti della sinistra ad un nuovo esecutivo. Il segretario comunista esclude ogni coinvolgimento in governi in cui non sia rappresentato il Partito Comunista Italiano.
- 7 luglio: Dopo che Giulio Andreotti ha rinunciato all'incarico, il capo dello Stato riprende le consultazioni.
- 9 luglio: Bettino Craxi, segretario del Partito Socialista Italiano, riceve l'incarico di formare il governo. Di fronte all'opposizione della Democrazia Cristiana il 24 luglio scioglie negativamente la riserva.
- 10 luglio: La direzione del Partito Socialista Italiano appoggia all'unanimità il tentativo Craxi.

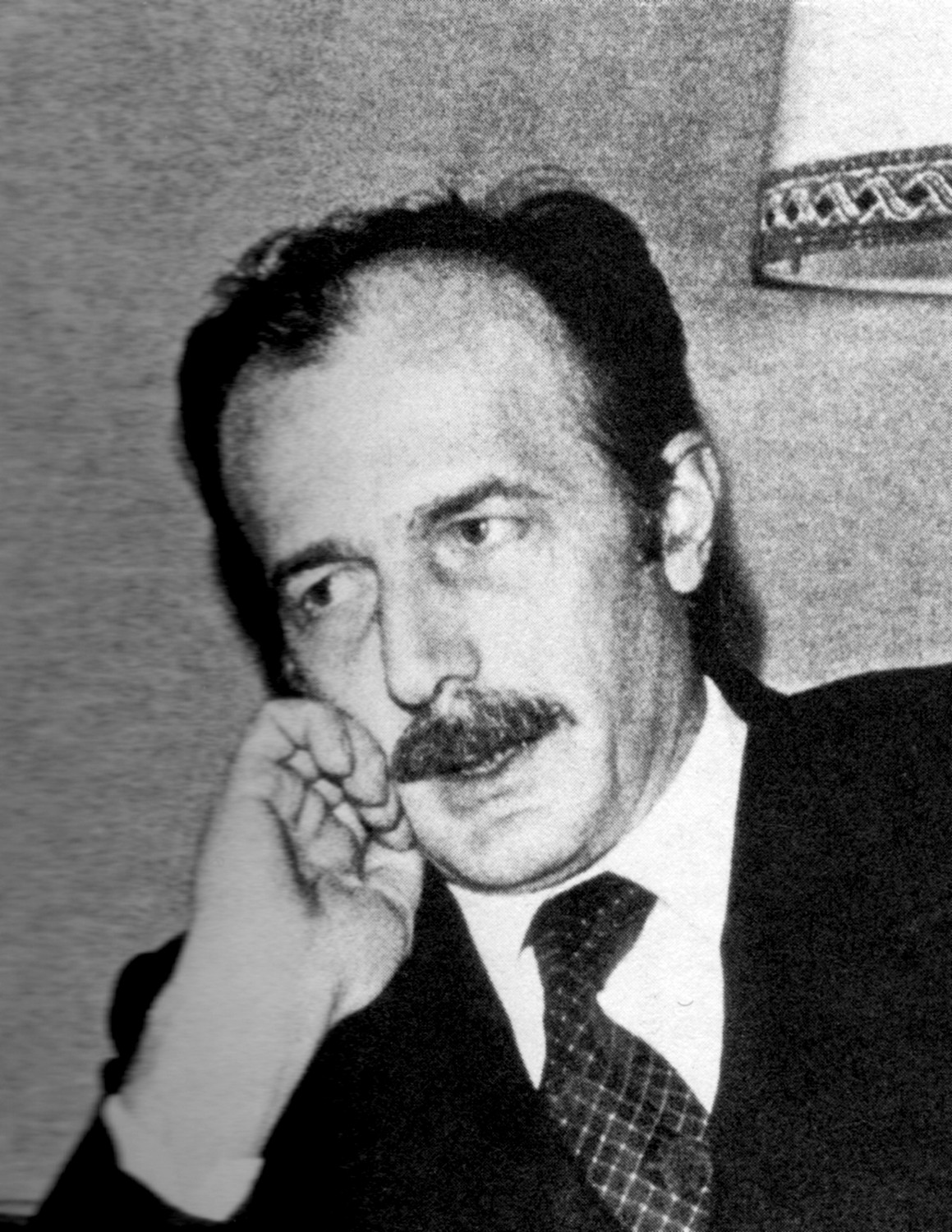
Giorgio Ambrosoli

- 12 luglio: A Milano tre killer uccidono l'avvocato Giorgio Ambrosoli, curatore fallimentare della Banca Privata Italiana di Michele Sindona. Si svolge l'incontro fra il presidente incaricato, Bettino Craxi, ed il Partito Comunista Italiano. Al termine Enrico Berlinguer dichiara che il Partito Comunista Italiano esprime interesse ed apprezzamento per il tentativo che sta portando avanti, per un governo formato dal Partito Socialista Italiano, dalla Democrazia Cristiana, dal Partito Socialista Democratico Italiano e dal Partito Repubblicano Italiano, ma resterà all'opposizione anche se seguirà con spirito costruttivo l'evolversi della situazione e non esclude di rivedere questa posizione sulla base dell'azione del nuovo governo. Si attende la risposta della Democrazia Cristiana che ha riunito per il 13 la direzione.
- 13 luglio: A Roma un commando delle Brigate Rosse uccide il tenente colonnello dell'Arma dei Carabinieri Antonio Varisco.
- 14 luglio: Il presidente incaricato, Bettino Craxi, riferisce al capo dello Stato, Sandro Pertini, sulle consultazioni avute con i partiti e chiede di poter avviare un secondo giro di incontri.
- 16 luglio: Il segretario della Democrazia Cristiana Benigno Zaccagnini invia una lettera a Bettino Craxi in cui, prima di trattare la formazione di un nuovo governo, chiede un pronunciamento ufficiale del Partito Socialista Italiano sulle condizioni politico-programmatiche avanzate dalla delegazione democristiana nella consultazione. Dopo una lotta durata sei mesi, al ministero del lavoro e della previdenza sociale, la Confederazione Generale Italiana del Lavoro, la Confederazione Italiana Sindacati Lavoratori, l'Unione Italiana del Lavoro, la Federmeccanica e l'Intersind firmano il nuovo contratto dei metalmeccanici.
- 17 luglio: Si svolge a Strasburgo la prima sessione del Parlamento europeo. Simone Veil, alla seconda votazione, è eletta presidente con i voti del blocco comprendete i liberali, i democristiani, i conservatori inglesi e parte dei gollisti. Per i democristiani si tratta di un voto sofferto in quanto favorevole all'aborto.
- 18 luglio: A Torino un commando di Prima Linea uccide Carmine Civitate, titolare del "Bar dell'Angelo", accusato erroneamente dal gruppo di aver segnalato il 28 febbraio 1979 alla Polizia locale la presenza nel locale di Matteo Caggegi e Barbara Azzaroni, militanti dell'organizzazione restati uccisi nello scontro a fuoco con le forze dell'ordine.
- 19 luglio: La direzione della Democrazia Cristiana si pronuncia contro il tentativo portato avanti da Bettino Craxi. Si pensa che il presidente incaricato il giorno dopo rinunci al mandato.
- 20 luglio: Dopo un nuovo colloquio con il capo dello Stato Bettino Craxi decide di proseguire nel suo tentativo impegnandosi a fornire la sua proposta programmatica.
- 21 luglio: Bettino Craxi riprende le consultazioni. Nell'incontro con la delegazione del Partito Comunista Italiano, Enrico Berlinguer conferma la posizione già espressa: o al governo o all'opposizione, salvo rivedere questa posizione nella concreta azione di un eventuale futuro governo guidato dal segretario del Partito Socialista Italiano.

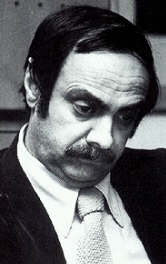
Boris Giuliano

- 21 luglio: A Palermo la mafia uccide il capo della squadra mobile e vicequestore Boris Giuliano.
- 22 - 23 luglio: Bettino Craxi predispone il documento che illustra il 23 luglio ai cinque partiti che dovrebbero formare il governo da lui presieduto. La bozza si compone di tre parti: la formula di governo, dalla Democrazia Cristiana al Partito Liberale Italiano; i rapporti con le forze politiche; il programma. Non si consolida nessun impegno sulle giunte locali.
- 24 luglio: Bettino Craxi, di fronte alla decisione della direzione della Democrazia Cristiana, è costretto a rinunciare all'incarico conferitogli dal capo dello Stato.
- 25 - 26 luglio: Il capo dello Stato, dopo rapide consultazioni, il 25 convoca al Palazzo del Quirinale Arnaldo Forlani che rinuncia all'incarico come forma di protesta contro la segreteria delle Democrazia Cristiana ed il 26 alle 10 assegna l'incarico a Filippo Maria Pandolfi.
- 27 luglio: Il presidente incaricato inizia le consultazioni con le forze politiche.
- 28 luglio: Il comitato interministeriale per i prezzi, sulla base delle decisioni assunte dal Consiglio dei ministri, aumenta di 50 lire la benzina. Si tratta del nono ritocco dalla crisi petrolifera del 1973, e di 27 lire il gasolio. Il presidente incaricato Filippo Maria Pandolfi consulta le forze politiche con l'obiettivo di formare un governo di tregua composto dalla Democrazia Cristiana, dal Partito Socialista Democratico Italiano, dal Partito Repubblicano Italiano e forse anche dal Partito Liberale Italiano, partecipazione per cui si manifestano le riserve del Partito Repubblicano Italiano. La cosiddetta tregua dovrebbe servire a preparare le condizioni per una partecipazione organica del Partito Socialista Italiano al governo. Il Partito Comunista Italiano conferma le posizioni espresse nelle consultazioni con Giulio Andreotti, prima, e con Bettino Craxi, poi. Denuncia la gravità della situazione economica e il fatto che il Paese sia ancora senza un governo.

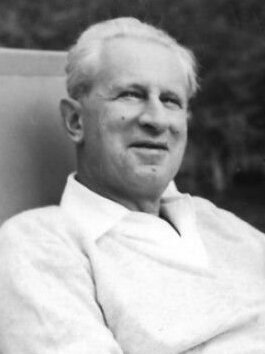
Herbert Marcuse

- 29 luglio: Muore a Bonn il filosofo Herbert Marcuse, che, con i suoi scritti, ha avuto un ruolo decisivo nelle rivolte studentesche.

#### Agosto
- 1 agosto: Si riunisce il comitato centrale del Partito Socialista Italiano. Il dibattito si svolge lo stesso giorno in cui Filippo Maria Pandolfi sta per recarsi al Palazzo del Quirinale per presentare la lista dei ministri del nuovo governo, formato dalla Democrazia Cristiana, dal Partito Socialista Democratico Italiano e dal Partito Repubblicano Italiano, un esecutivo con numerosi tecnici che incontra le ostilità delle correnti DC contrarie alla segreteria di Benigno Zaccagnini. Prevale la decisione nel comitato di votare contro il governo Pandolfi. Bettino Craxi, sulla base della discussione del comitato centrale, comunica al capo dello Stato la decisione del Partito Socialista Italiano di votare contro il governo che Filippo Maria Pandolfi si accinge a presentare. Il presidente incaricato alle 20 comunica di rinunciare al mandato conferitogli.
- 2 agosto: Il presidente della Repubblica affida l'incarico di formare il governo a Francesco Cossiga, già ministro dell'interno nella VII legislatura e dimessosi dopo l'assassinio di Aldo Moro da parte delle Brigate Rosse. Il 5 agosto giura il nuovo governo, un tripartito formato dalla Democrazia Cristiana, dal Partito Socialista Democratico Italiano e dal Partito Liberale Italiano. Il Partito Repubblicano Italiano, dopo una travagliata direzione, decide di non partecipare al nuovo esecutivo e limitarsi all'astensione. Anche il Partito Socialista Italiano si pronuncia per l'astensione a quello che considera un "governo di tregua" con due ministri tecnici di area socialista: Franco Reviglio e Massimo Severo Giannini, rispettivamente al ministero delle finanze e al dipartimento della funzione pubblica. Per consentire la partecipazione di tutte le correnti della Democrazia Cristiana, sono presenti quattro ministri in più rispetto al precedente governo.
- 3 agosto: Con la collaborazione della mafia americana Michele Sindona organizza un falso sequestro.
- 5 agosto: Francesco Cossiga forma il suo primo governo, formato dalla Democrazia Cristiana, dal Partito Socialista Democratico Italiano, dal Partito Liberale Italiano e da alcuni tecnici di area socialista, contando sull'astensione del Partito Socialista Italiano e del Partito Repubblicano Italiano.
- 9 agosto: Francesco Cossiga espone al Senato della Repubblica e alla Camera dei deputati il programma di governo.
- 9 - 11 agosto: Alla Camera dei deputati si svolge la discussione sulle dichiarazioni programmatiche del presidente del Consiglio. La mozione di fiducia presentata da Gerardo Bianco, Aldo Bozzi, Alessandro Reggiani e Roland Riz è approvata con 278 voti a favore e 242 contrari. Si astengono il Partito Socialista Italiano ed il Partito Repubblicano Italiano.
- 11 - 13 agosto: Al Senato della Repubblica si svolge la discussione sulle dichiarazioni programmatiche del presidente del Consiglio. La mozione di fiducia presentata da Giuseppe Bartolomei, Dante Schietroma, Giovanni Malagodi, Peter Brugger e Pietro Fosson è approvata con 153 voti a favore e 118 contrari.
- 11 - 12 agosto: Enrico Berlinguer invia a Bettino Craxi una lettera in cui chiede un incontro fra il Partito Comunista Italiano ed il Partito Socialista Italiano per un confronto sulle prospettive della sinistra. L'incontro si svolgerà il 20 settembre.
- 18 agosto: Franco Piperno, leader di Autonomia Operaia, è arrestato a Parigi ed estradato in Italia.

#### Settembre

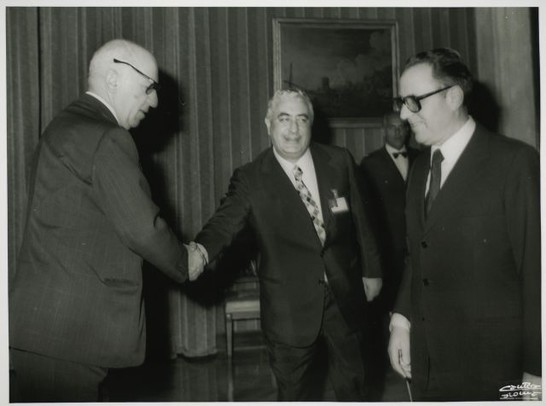
Paolo Baffi (a sinistra) e il suo successore Carlo Azeglio Ciampi (a destra)

- 20 settembre: Si svolge a Palazzo Montecitorio l'incontro fra le delegazioni del Partito Comunista Italiano e del Partito Socialista Italiano. La riunione si protrae per l'intera giornata al termine della quale ci sono state le dichiarazioni di Enrico Berlinguer e Bettino Craxi ed un comunicato comune diffuso alla stampa in cui si sottolinea l'utilità dell'incontro e l'impegno delle due forze di sinistra a rimuovere le pregiudiziali della Democrazia Cristiana nei confronti del Partito Comunista Italiano e dare basi sicure alla politica di solidarietà nazionale. Paolo Baffi si dimette da governatore della Banca d'Italia e al suo posto viene nominato Carlo Azeglio Ciampi.
- 21 settembre: A Torino Prima Linea uccide il responsabile del settore pianificazione della FIAT Carlo Ghiglieno.
- 22 - 23 settembre: Si riunisce il consiglio nazionale del Partito Repubblicano Italiano. Giovanni Spadolini è eletto segretario e Bruno Visentini presidente del partito.

Prospero Gallinari

- 24 settembre: A Roma, dopo un conflitto a fuoco con la polizia, vengono catturati i brigatisti Prospero Gallinari e Mara Nanni.
- 25 settembre: A Palermo la mafia uccide il giudice Cesare Terranova e il suo autista Lenin Mancuso.
- 27 settembre: Luigi Petroselli è eletto sindaco di Roma.

#### Ottobre
- 2 ottobre: Papa Giovanni Paolo II interviene all'assemblea dell'Organizzazione delle Nazioni Unite. Il segretario del Partito Comunista Italiano Enrico Berlinguer parte per il Portogallo e la Spagna, dove sono in programma incontri con Álvaro Cunhal, segretario del Partito Comunista Portoghese, e Santiago Carrillo, segretario del Partito Comunista di Spagna.
- 4 ottobre: A Torino viene gambizzato Cesare Varetto, responsabile delle relazioni sindacali presso la carrozzeria Mirafiori.
- 5 - 7 ottobre: Si svolge il XII congresso del Movimento Sociale Italiano a Napoli, nel corso del quale si confrontano due mozioni: quella di Giorgio Almirante e Pino Romualdi che otterrà 807 voti e 217 membri al comitato centrale e quella di Pino Rauti con 236 voti e 63 membri al comitato centrale.
- 9 ottobre: La FIAT licenzia 61 operai che accusa di comportamenti violenti all'interno della fabbrica.
- 11 ottobre: Il parlamento in seduta comune elegge al primo scrutinio Adolfo Di Maio componente del Consiglio superiore della magistratura.

#### Novembre
- 4 novembre: A Teheran un gruppo di studenti seguaci di Ruhollah Khomeyni occupano l'ambasciata degli Stati Uniti d'America, dove sono presi in ostaggio 55 membri del corpo diplomatico americano. 13 ostaggi vengono liberati dopo qualche giorno. Per gli altri, invece, il sequestro dura oltre un anno.
- 8 novembre: La Commissione Finanze e Tesoro della Camera dei deputati approva, in sede legislativa, il progetto di legge che istituisce la commissione di inchiesta sul caso Sindona. Il disegno di legge sarà approvato al Senato della Repubblica il 14 maggio 1980
- 9 novembre: A Roma le Brigate Rosse uccidono un agente di polizia.
- 14 novembre: La Commissione affari interni della Camera dei deputati approva in sede legislativa la proposta di legge, già deliberata dal Senato della Repubblica il 18 ottobre, che istituisce la commissione parlamentare di inchiesta sull'agguato di via Fani, sul sequestro e l'assassinio del deputato Aldo Moro e sul terrorismo in Italia.
- 16 novembre: Il ministro per la funzione pubblica Massimo Severo Giannini presenta al Parlamento un rapporto sui principali problemi dell'amministrazione dello Stato.
- 21 novembre: A Genova sono uccisi dalle Brigate Rosse due carabinieri.

#### Dicembre
- 6 dicembre: Alla Camera dei deputati si svolge la discussione sulle comunicazioni del governo e sulle mozioni concernenti installazioni missilistiche in Europa. Al termine del dibattito viene approvata, a scrutinio segreto, la risoluzione presentata da Gerardo Bianco che autorizza l'installazione dei missili Pershing sul territorio italiano.
- 7 dicembre: Giorgio Mazzanti è sospeso dall'incarico di presidente dell'Eni in seguito allo scandalo Eni-Petromin. L'ente petrolifero nazionale è commissariato ed è affidato ad Egidio Egidi.
- 10 dicembre: Il Senato della Repubblica approva in via definitiva la disponibilità dell'Italia all'installazione sul suo territorio dei missili Pershing e Cruise.
- 11 dicembre: A Torino Prima Linea assalta la Scuola di amministrazione aziendale e sono feriti alle gambe cinque docenti e cinque studenti.
- 14 dicembre: A Torino viene ucciso in un conflitto a fuoco un attivista di Prima Linea. Il governo vara una serie di misure antiterrorismo: l'estensione a quarantotto ore della durata del fermo di polizia con la possibilità di interrogatorio, l'inasprimento delle pene, l'introduzione di particolari benefici di legge e sconti di pena per i "terroristi pentiti" che forniscano informazioni utili per le indagini per lo smantellamento delle organizzazioni eversive.
- 15 dicembre: Seguono gli sviluppi dello scandalo Eni-Petronim. Sono coinvolti vari esponenti del Partito Socialista Italiano. Alcuni intellettuali e collaboratori della rivista Mondoperaio, tra cui Giuliano Amato, Franco Bassanini e Norberto Bobbio, firmano un appello con il quale denunciano le "forme degradanti" a cui è giunto il dibattito interno al Partito Socialista Italiano.
- 16 dicembre: Si scioglie Costituente di Destra - Democrazia Nazionale, nata dalla scissione del Movimento Sociale Italiano nell'inverno del 1976.
- 17 dicembre: Un gruppo di neofascisti uccide a Roma lo studente di sinistra Antonio Leandri.
- 23 dicembre: Il segretario del Partito Comunista Italiano Enrico Berlinguer concludendo la XIII Conferenza regionale dei comunisti siciliani delinea i requisiti di un governo di rinnovamento.

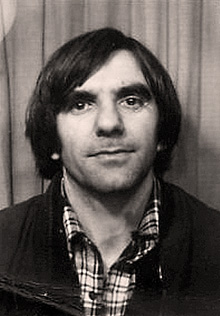
Rudi Dutschke

- 24 dicembre: Muore ad Aarhus, in Danimarca, Rudi Dutschke, leader della contestazione studentesca in Germania.
- 26 - 27 dicembre: Le truppe sovietiche invadono l'Afghanistan.

### 1980

#### Gennaio

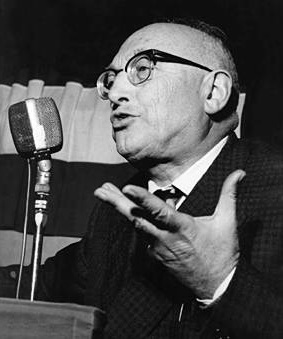
Pietro Nenni

- 1 gennaio: Muore a Roma Pietro Nenni. L'Italia assume la presidenza del Consiglio dell'Unione europea.
- 6 gennaio: A Palermo la mafia uccide il Presidente della Regione Siciliana, Piersanti Mattarella.
- 8 gennaio: A Milano le Brigate Rosse uccidono gli agenti di pubblica sicurezza Rocco Santoro, Antonio Cestari e Michele Tatulli, che stavano effettuando un normale controllo.
- 12 gennaio: Il presidente della Repubblica Sandro Pertini nomina Leo Valiani senatore a vita.
- 14 gennaio: Il ministro degli affari esteri Franco Maria Malfatti si dimette per motivi di salute. Attilio Ruffini assume la guida del ministero lasciando il ministero di grazia e giustizia che è assunto da Adolfo Sarti. Clelio Darida è nominato ministro per i rapporti con il Parlamento.
- 23 gennaio: Alla Camera dei deputati il governo pone la fiducia sul disegno di legge di conversione del decreto-legge del 15 dicembre 1979 sulle misure urgenti per la tutela dell'ordine democratico e della sicurezza pubblica già approvato dal Senato della Repubblica. La Camera dei deputati approva con 522 voti a favore e 50 contrari.
- 27 gennaio: La conferenza dei paesi islamici condanna l'intervento sovietico in Afghanistan: la Cina promette di aiutare gli afgani e gli Stati Uniti d'America dichiarano che l'intervento sovietico teso ad assicurarsi il controllo del Medio Oriente è lesivo degli interessi americani.
- 28 gennaio: A Venezia le Brigate Rosse uccidono il vicedirettore degli impianti del petrolchimico di Marghera.
- 31 gennaio: A Torino le Brigate Rosse uccidono il sorvegliante di uno stabilimento industriale.

#### Febbraio
- 2 febbraio: A Monza un commando di Prima Linea uccide Paolo Paoletti, responsabile della produzione dell'ICMESA.

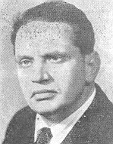
Giuseppe Arcaini

- 8 febbraio: Viene spiccato un mandato di cattura per bancarotta fraudolenta nei confronti dei costruttori Francesco e Gaetano Caltagirone, fuggiti all'estero e coinvolti nel sistema di finanziamento organizzato tra imprenditori e uomini politici attraverso l'uso di fondi dell'Istituto di Credito delle Casse di Risparmio Italiane. L'indagine era partita nel settembre del 1977 e aveva portato alle dimissioni dell'allora direttore dell'Italcasse, il democristiano Giuseppe Arcaini. In seguito agli sviluppi dello scandalo, sono arrestati i banchieri Edoardo Calleri e Giordano Dell'Amore.
- 12 febbraio: Le Brigate Rosse uccidono Vittorio Bachelet, vicepresidente del Consiglio superiore della magistratura e docente di diritto amministrativo.
- 16 - 20 febbraio: Si svolge a Roma il XIV congresso della Democrazia Cristiana. Viene sconfitta la mozione di Benigno Zaccagnini e Giulio Andreotti che ottiene il 42% dei voti. Con il 58% prevale la linea del Preambolo proposta da Arnaldo Forlani e Carlo Donat-Cattin che esclude qualsiasi alleanza con il Partito Comunista Italiano.

Patrizio Peci

- 18 febbraio: Sono arrestati i brigatisti rossi Rocco Micaletto e Patrizio Peci che si dichiara pronto a collaborare con la giustizia. Sarà il primo pentito a godere dei benefici della legge sull'antiterrorismo.
- 27 febbraio: Il Parlamento in seduta comune elegge al primo scrutinio Mario Petroncelli al Consiglio superiore della magistratura.

#### Marzo
- 4 marzo: Il ministro della marina mercantile, Franco Evangelisti, è costretto alle dimissioni dopo avere ammesso di ricevuto contributi dai fratelli Caltagirone.
- 5 marzo: Il consiglio nazionale della Democrazia Cristiana elegge presidente Arnaldo Forlani, segretario Flaminio Piccoli e vicesegretario Carlo Donat-Cattin.

Willy Brandt

- 12 marzo: A Strasburgo si svolge l'incontro fra il presidente del Partito Socialdemocratico di Germania Willy Brandt ed Enrico Berlinguer.
- 13 - 14 marzo: Si riunisce il comitato centrale del Partito Comunista Italiano. In conclusione è approvato un documento in cui si afferma che dopo il ritiro dell'astensione del Partito Socialista Italiano e le prese di posizione del Partito Repubblicano Italiano il governo non ha più le basi parlamentari che gli consentono l'esistenza e la legittimità. Invita, pertanto, il presidente del Consiglio Francesco Cossiga a presentarsi alle Camere. Afferma, inoltre, che se ciò non accadesse i gruppi parlamentari comunisti assumeranno tutte le iniziative per determinare il dibattito parlamentare e le decisioni conseguenti. Nella relazione e nel dibattito si tiene un duro attacco alla maggioranza della Democrazia Cristiana che con l'approvazione al suo congresso del Preambolo ha chiuso a ogni trattativa con il Partito Comunista Italiano. Non si parla dunque di nessun coinvolgimento del partito in trattative per un governo da cui sia pregiudizialmente escluso. Altri punti all'ordine del giorno sono il lancio di una campagna di reclutamento al partito e alla Federazione Giovanile Comunista Italiana, di cui è relatore Giorgio Napolitano, responsabile dell'organizzazione, e una informativa sulle questioni internazionali, il cui relatore è Gian Carlo Pajetta.
- 14 marzo: Si riunisce la direzione del Partito Socialista Italiano. Alla viglia della riunione Riccardo Lombardi si dimette da presidente del partito dopo una dura polemica con il segretario Bettino Craxi che accusa di aver condotto in modo "anomalo" la fase politica. Nella lettera di dimissioni critica i metodi di direzione che vanno affermandosi nel partito che lo fanno giungere alla conclusione che la funzione di presidente si è ormai ridotta a "presiedere il comitato centrale nel senso di regolare l'ordine degli interventi". Si rompe il fragile equilibrio fra la maggioranza craxiana e il cartello delle sinistre che si era realizzato durante il comitato centrale.

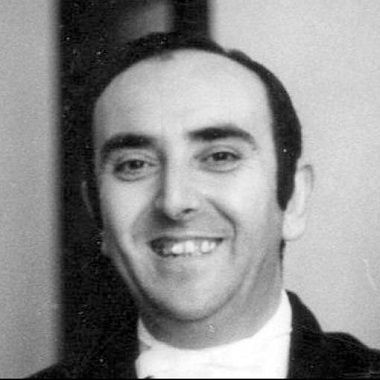
Nicola Giacumbi

- 16 marzo: A Salerno le Brigate Rosse uccidono Nicola Giacumbi, procuratore capo della Repubblica, che stava indagando sulla ripresa dell'eversione al sud. L'azione è rivendicata dalla colonna Fabrizio Pelli delle Brigate Rosse. Nei giorni successivi vengono uccisi: a Roma, il 18 marzo, Girolamo Minervini, consigliere della Corte di cassazione, e a Milano, il 19 marzo, Guido Galli, docente di criminologia e giudice istruttore.
- 19 marzo: In conseguenza della linea emersa al congresso della Democrazia Cristiana il presidente del consiglio Francesco Cossiga rassegna le dimissioni.
- 21 marzo: Nella direzione del Partito Socialista Italiano si ridefiniscono gli equilibri che determinano il controllo del partito essendo ormai incrinata l'alleanza tra Bettino Craxi e Claudio Signorile. Gianni De Michelis si schiera con il segretario e contro gli atteggiamenti eccessivamente critici nei confronti dell'esecutivo, sostenendo l'opportunità che i socialisti assumano la funzione di garantire la "governabilità" del Paese. La sinistra che fa capo a Claudio Signorile è messa in minoranza.
- 23 marzo: Il presidente della Repubblica, Sandro Pertini, assegna al presidente del Consiglio dimissionario Francesco Cossiga l'incarico di formare il nuovo governo.
- 27 marzo: Il governo presenta alle Camere la relazione sulla situazione economica del Paese. Segue la polemica fra il Partito Comunista Francese e il Partito Comunista Italiano sul viaggio di Enrico Berlinguer in Cina. A Genova i carabinieri del generale Carlo Alberto dalla Chiesa irrompono nella base delle Brigate Rosse. Nello scontro a fuoco vengono uccisi quattro terroristi: Riccardo Dura, Piero Panciarelli, Lorenzo Betassa ed Annamaria Ludmann. Viene gravemente ferito il maresciallo dell'Arma dei Carabinieri Benà. La versione fornita dal generale Dalla Chiesa circa la dinamica dello scontro a fuoco è stata messa in dubbio da molti giornalisti e studiosi della storia delle Brigate Rosse secondo cui era possibile evitare l'uccisione dei quattro brigatisti.
- 30 marzo: A Roma si svolge il convegno sul terrorismo organizzato da Lotta Continua.

#### Aprile
- 3 aprile: Si riunisce il consiglio nazionale del Partito Comunista Italiano sull'impostazione della campagna per le prossime elezioni regionali ed amministrative. Relaziona Armando Cossutta, responsabile degli enti locali, e conclude Enrico Berlinguer.
- 4 aprile: Si insedia il governo presieduto da Francesco Cossiga, composto da ministri della Democrazia Cristiana, del Partito Repubblicano Italiano, del Partito Socialista Italiano e basato anche sul voto del Partito Popolare Sud Tirolese.